# 井田文三
井田 文三（いだ ぶんぞう、1853年8月15日〈嘉永6年7月11日〉 - 1936年〈昭和11年〉11月11日）は、明治・大正時代の神奈川県の政治家。自由民権運動家として活動し、神奈川県会議員、向丘村長を務めた。武蔵国橘樹郡長尾村（現在の神奈川県川崎市多摩区長尾）出身。

## 経歴

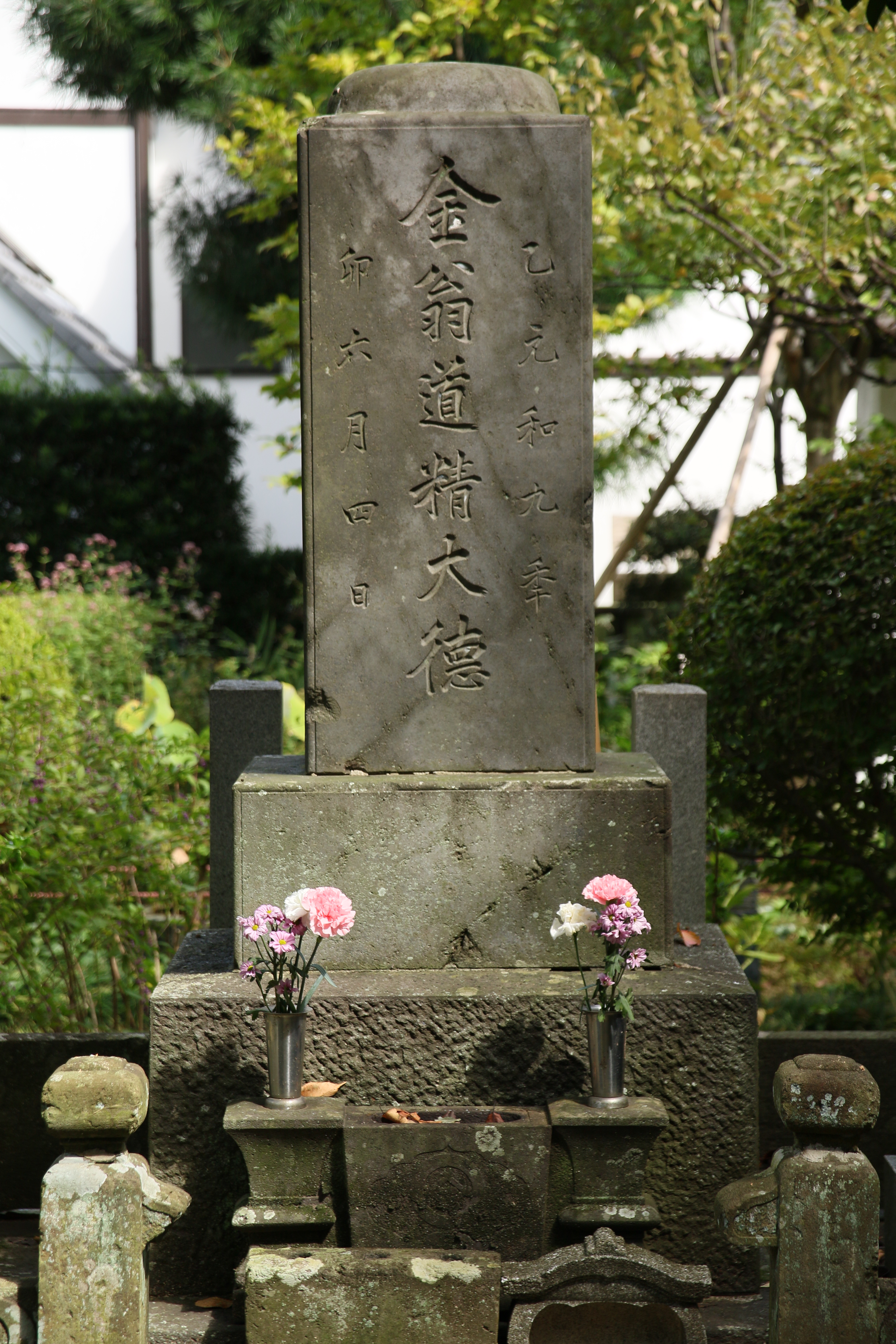
川崎市多摩区長尾の妙楽寺にある、井田家の祖・金翁道精の墓碑

1853年8月15日（嘉永6年7月11日）、武蔵国橘樹郡長尾村（現在の神奈川県川崎市多摩区長尾）の名主・井田勘左衛門の長男として生まれる。井田家は『新編武蔵風土記稿』の長尾村の項に、小田原北条氏の家臣・高橋帯刀を先祖とする百姓太郎兵衛として記載されている。北条氏の滅亡後に長尾に移り、井田に改名したとされる。
21歳のときに長尾村ほか3ヶ村の戸長に選ばれるが、1876年（明治9年）4月17日に辞職する。この頃に著したと考えられている「神奈川県治論」には、地域行政が国の下請けとなっていることや、政府や県令の都合で一方的に行政区画や人事が変えられることに対する批判が記されている。
その後、東京の芝愛宕町にあった高谷龍洲の私塾・済美黌に学び、中江兆民とも同門になる。
1879年（明治12年）には、たびたび横浜毎日新聞へ寄稿して自らの意見を発表した。「開拓地処分論」と題する7月6日の投稿では、征韓論以降の議論を念頭に、朝鮮進出は侵略であり万国公法に反するため首肯できないとの立場を表明し、北海道を念頭に国内開拓の重要性を説いた。
1880年（明治13年）以降、神奈川県（当時は三多摩を含む）で自由民権運動の結社が多く組織されるようになる中、11月28日には石坂昌孝、佐藤貞幹らを世話人として東京の枕橋八百松楼で第1回の神奈川県懇親会が開かれた。井田文三は同郡の上田忠一郎、鈴木久弥らとともに参加した。
1881年（明治14年）1月30日、町田の吉田楼で武相懇親会が開催された。300人余りの参加者のうち橘樹郡からの参加は井田文三のみだった。2月11日には郡長の松尾豊材を会主として神奈川台の田中楼で橘樹郡親睦会が結成され、1885年（明治18年）まで毎年2月に親睦会が開催された。この親睦会が母体となり、県会議員の岩田道之助と井田文三らによって立憲改進党の運動へと発展した。
同年10月14日に橘樹郡書記雇に登用され、12月24日に郡書記となるが、翌1882年（明治15年）、郡区役所巡閲規程が施行され郡書記に対する圧迫が始まると5月27日に辞職する。
1882年（明治15年）5月、神奈川県会の第二回半数改選選挙で初当選し、県会議員となり、翌1883年（明治16年）4月頃に立憲改進党に入党する。
1882年12月には会主として、井田啓三郎、山根喜平、新井市左衛門、鈴木久弥、城所範治、河合平蔵、田村義員、鈴木直成らとともに頼母子懇談会を組織するが、集会条例によって禁止されたため通常頼母子講と改め、頼母子講によって資金を得ながら講中で演説会を開くという運営方法を編み出した。同会は1883年（明治16年）4月1日に立憲改進党の島田三郎、赤羽萬次郎、波多野伝三郎らを招いて溝口の宗隆寺で政談演説会を開き、60余名の会衆を集めた。翌1884年（明治17年）1月6日には、会衆70余名を集めて等覚院で学術演説会を開き、会主の井田文三は「競争ノ利益」と題して演説した。
農村不況が最も深刻化した1884年（明治17年）、神奈川県では農民騒擾が多数発生した。当初は県西部で発生していた農民騒擾は、7月に入ると東部へと広がり、武相困民党の結成へとつながった。そうした情勢の中で、官憲の目をかいくぐるために、井田文三、上田忠一郎、城所範治らの民権活動家13名は、9月26日に多摩川の二子地先に船を浮かべて遊猟を兼ねた会合を開いた。
1885年（明治18年）10月、半数改選のため県議を退任し、11月、神奈川県会の第四回半数改選選挙に当選する。
1888年（明治21年）2月、神奈川県会の解散に伴う改選選挙に当選する。
1889年（明治22年）2月11日に大日本帝国憲法が公布されると、翌年の総選挙に向けた動きが活発になる。3月には三郡有志大懇親会が開催され、橘樹郡、都筑郡、久良岐郡の有志が一堂に会した。井田文三も岩田道之助らとともに発起人の一人として名を連ねた。
5月に立憲改進党は神奈川県同好会を結成する。橘樹郡からは井田文三、岩田道之助、飯田快三、根本助右衛門の4名が発起人となった。神奈川県同好会には旧自由党系の上田忠一郎らも会員となっていたため、政党色を薄めて組織拡大を図り、必ずしも立憲改進党の勢力拡大につながったとはいえないものだった。
1890年（明治23年）の衆議院選挙では、井田文三らの立憲改進党は神奈川県第2区で大塚成吉を擁立したが、上田忠一郎らの自由党系が擁立した山田泰造に敗れて次点となった。
1891年（明治24年）、立憲改進党の評議員になる。12月、半数改選のため県議を退任する。
1893年（明治26年）2月、神奈川県会議員選挙に立候補するが落選する。
1896年（明治29年）2月、神奈川県会の半数改選選挙に当選する。
神奈川県は1899年（明治32年）7月に改正府県制（明治32年法律第64号府県制）を施行することとなり、それに伴い6月に県議の職務を終了する。
1897年（明治30年）5月から1912年（大正元年）12月までは向丘村の村長を務め、その間に橘樹郡農会長、教育会長などを歴任した。
晩年は俳諧に親しみ、同志・鈴木久弥（藤蔵）の悼辞では「二三の老友と共に春は桜花に秋は菊花を各地に賞観して一夕の小酌を催し、以て互に老境の怡楽とせり」と述べられている。1936年（昭和11年）11月11日没。墓所は川崎市多摩区の妙楽寺。